# بیکر هیوز
بیکر هیوز (به انگلیسی: Baker Hughes) شرکت نفت و گاز آمریکایی و یکی از بزرگترین شرکت‌های خدمات نفتی جهان می‌باشد. این شرکت در صنایع نفت و گاز فعال بوده و به ارائه محصولات و خدمات حفاری، مشاوره، ارزیابی، تولید و ساخت مخازن اشتغال دارد.
بیکر هیوز در بیش از ۹۰ کشور در سراسر جهان و عمدتاً در کشورهایی که دارای منابع نفت و گاز می‌باشند، شعبه دارد. همچنین با ببشتر شرکت‌های خدمات نفت و گاز در ارتباط است. دفتر مرکزی بیکر هیوز، در برج آمریکا، در نیرتاون، هیوستون، ایالات متحده آمریکا قرار دارد.

## تاریخچه
ریشه‌های تأسیس این شرکت به سال‌های نخست دهه ۱۹۰۰ میلادی بازمی‌گردد، زمانی‌که شرکت بیکر اینترنشنال توسط روبن سی. بیکر تأسیس شد، سپس درپی فرایند خریداری و ادغام شرکت‌های رقیب، توسعه یافت. شرکت بیکر در عمل، اقدام به خریداری و ادغام بزرگترین شرکت‌های ارائه‌کننده خدمات نفتی نمود. شرکت‌هایی چون برآون اویل تولز، سی‌تی‌سی، ایدیکو، تله‌کو، میاکم، دریلکس، وسترن اطلس، پترولیته و الدر اویل تولز.
هیوز تول کمپانی در سال ۱۹۰۸ توسط هوارد آر. هیوز پدر هوارد هیوز و والتر بنونا شارپ تأسیس شد. هیوز و شارپ یک دریل چکشی را توسعه دادند و آن را برای استفاده در حفاری‌های عمیق طراحی نمودند، که سرانجام تبدیل به نخستین مته دو منظوره حفاری گردید.
شرکت بیکر هیوز در سال ۱۹۸۷ درپی ادغام شرکت بیکر اینترنشنال و شرکت ابزار هیوز، تشکیل شد. 

## دفاتر مرکزی
دامنه فعالیت‌های بیکر هیوز، در سراسر جهان گسترده‌است. دفاتر اصلی این شرکت:
- لیورپول، بریتانیا
- سنگاپور
- دبی
- آلمان
- لافایت، لوئیزیانا
- هیوستون، تگزاس
- پسکارا، ایتالیا
- کوالالامپور، مالزی

## عملیات
مدیریت بیکر هیوز، فعالیت‌های بین‌المللی این شرکت را، به دو بخش تقسیم کرده‌اند. بخش نیمکره شرقی و بخش نیمکره غربی.

### بخش نیمکره شرقی
بخش نیمکره شرقی، شامل پنج منطقه می‌باشد، که هر منطقه تحت مرکزیت یک دفتر بیکر هیوز قرار گرفته‌است. این ۵ منطقه عبارتند از:
- اروپا
- آفریقا
- خاورمیانه
- آسیا و اقیانوسیه
- روسیه / دریای خزر

### بخش نیمکره غربی
بخش نیمکره غربی، شامل چهار منطقه است، که عبارتند از:
- کانادا
- مناطق خشکی ایالات متحده
- مناطق دریایی ایالات متحده
- آمریکای لاتین